# Jacinto Miquelarena
Jacinto Miquelarena Regueiro (Bilbao, 11 de enero de 1891 - París, 10 de agosto de 1962) fue un periodista y escritor español.

## Biografía
Completó su educación en Francia y en Inglaterra, destacando desde muy joven en el periodismo deportivo y en las crónicas de humor. Fundó y dirigió en Bilbao los periódicos Norte Deportivo y Excelsior (primer diario español consagrado exclusivamente al deporte) antes de pasar en Madrid a la redacción de ABC en 1932, colaborando en este diario y dirigiendo además la revista deportiva Campeón. 
Escribió varios libros de viajes, como en 1929 El gusto de Holanda (crónica de su estancia allí con motivo de los Juegos Olímpicos de Ámsterdam de 1928, a los que acudió como enviado del diario El Pueblo Vasco), Pero ellos no tienen bananas (1930, dedicado a Nueva York), Veintitrés (1931); un ensayo sobre deporte, Stadium (notas de sport) (1934), El lenguaje del amor y las mil y una frases peregrinas (1951) y numerosos cuentos de humor. También es autor de la novela humorística Don Adolfo, el libertino. Novela de 1900 (1940). Asimismo relataría su experiencia de refugiado en la embajada argentina en Madrid durante la Guerra Civil en dos libros firmados con el pseudónimo de "El Fugitivo": Cómo fui ejecutado en Madrid (Ávila: Sigiriano Díaz, 1937) y El otro mundo (Burgos: Aldecoa, 1938). Finalmente logró huir a Argentina embarcado en el torpedero Tucumán. Su nombre aparece en la lista que Clara Campoamor y el capitán Federico Fernández-Castillejo publican al final de su libro Heroísmo criollo: la marina argentina en el drama español (Buenos Aires, 1939); salió el 23 de enero de 1937.
Formó parte del cenáculo literario de Falange Española (en Madrid participó en la tertulia literaria «La ballena alegre» en el Café Lion de la calle Alcalá, junto a José Antonio Primo de Rivera) y fue uno de los autores de dos versos de su himno, el Cara al sol. Durante la Guerra Civil dirigió Radio Nacional de España desde Salamanca. Obtuvo el premio Mariano de Cavia en 1938. Posteriormente fue corresponsal de ABC, de la agencia EFE y de Clarín, en la Segunda Guerra Mundial en Buenos Aires, Berlín (diciembre de 1940), en Londres y en París, donde se suicidó tirándose al metro al descubrir que tenía un cáncer incurable y como venganza contra el director de Abc, Luis Calvo, que lo acosaba, según testimonio de Jesús Pardo. Sus crónicas reflejaban "una vena de humor inteligente, de pulcritud y de buen gusto". Gran amigo de Enrique Jardiel Poncela y de Miguel Mihura, colaboró con este en algunas comedias y en los periódicos de humor La Ametralladora y La Codorniz, y además con secciones de humor en la revista mensual Horizontes (1940) y el semanario Tajo (1941). Escribió también una zarzuela, El joven piloto (1934) con Luis de Urquijo, a la que pondría música el maestro Tellería. Su traducción del If de Rudyard Kipling se ha hecho famosa por su calidad literaria. Su también amigo el periodista Mourlane Michelena hizo célebre la frase «¡Qué país, Miquelarena!». Francisco Umbral calificó a Miquelarena como uno de los grandes prosistas de su época. 
Estando como corresponsal de ABC en París fue diagnosticado de cáncer; ello, junto a algunas críticas recientemente recibidas, pudo impulsarle al suicidio. El 10 de agosto de 1962, en la estación de metro Michel-Ange-Molitor, próxima a su domicilio, se tiró al paso del convoy, aunque en España el hecho fue presentado como un desgraciado accidente debido a un desvanecimiento.

## Obras
- El gusto de Holanda, 1929, reedición en 1939.
- Pero ellos no tienen bananas (el viaje a Nueva York) (1930).
- Veintitrés (Madrid: Espasa-Calpe, 1931).
- Stadium (notas de sport) (Madrid: Espasa-Calpe, 1934; segunda edición Madrid: Publicaciones del Comité Olímpico Español, 1965)
- El joven piloto Madrid: Seix Barral, 1934 (teatro).
- Unificación, San Sebastián: Delegación de estado para Prensa y Propaganda, 1937.
- Cómo fui ejecutado en Madrid (Ávila: Sigiriano Díaz, 1937).
- El otro mundo (Burgos: Aldecoa, 1938), traducido al francés por Marcel Carayon con el título Traqué dans Madrid (El otro mundo), Ed. Calmann-Levy, 1938.
- El gran circo de la alegría. San Sebastián, 1938.
- Cuentos de humor (San Sebastián: Librería Internacional, 1939)
- Don Adolfo, el libertino. Novela de 1900 (1940).
- Un corresponsal en la guerra. Madrid, Espasa-Calpe, 1942.
- El lenguaje del amor (Buenos Aires, Cimera, 1945).
- Mesones y comidas en la época de Cervantes, Buenos Aires, Publicaciones de Estudios Hispánicos, 1947.
- El lenguaje del amor y las mil y una frases peregrinas, Madrid: Aguilar, 1959.